# Науйої-Акмяне
Науйої-Акмя́не (лит. Naujoji Akmenė, укр. Нові Окмяни) — місто на півночі Литви, за 61 км на північний захід від Шяуляя та за 46 км на схід від Мажейкяя, біля кордону з Латвією, в Шяуляйському повіті, адміністративний центр Акмянського району.
В місті розташована Церква Зіслання Духа (освячена в 1999 р.), Євангельська церква  Науйої-Акмяне, Акмянська районна міська публічна бібліотека, будинок культури (1958), районна центральна лікарня, інтернат, пошта, Акмянський районний районний суд. Є міський годинник (28 м). Головне підприємство міста – AТ «Akmenės cementas» розташоване на південно-східній околиці міста.

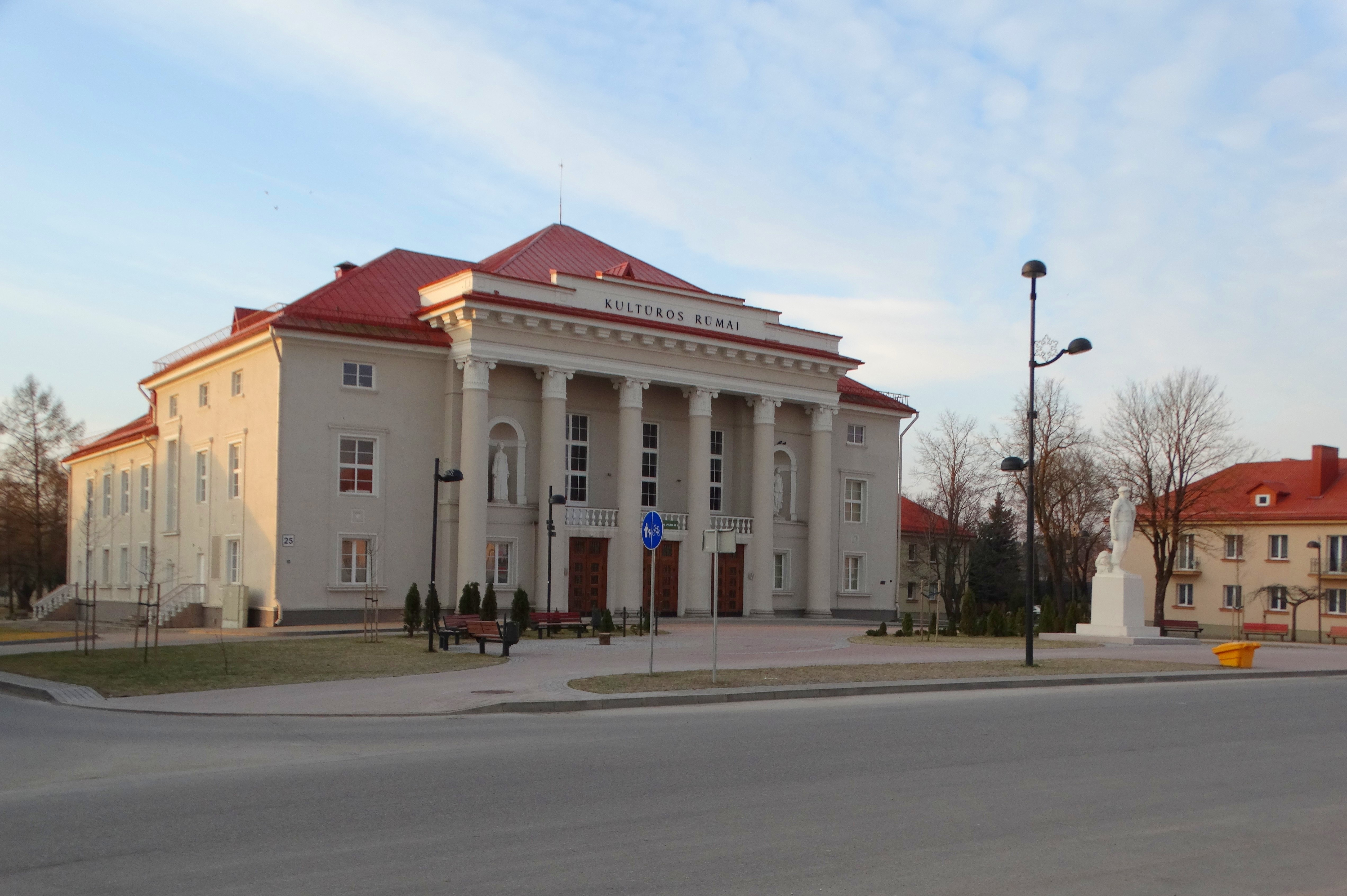
Палац культури.

## Етимологія

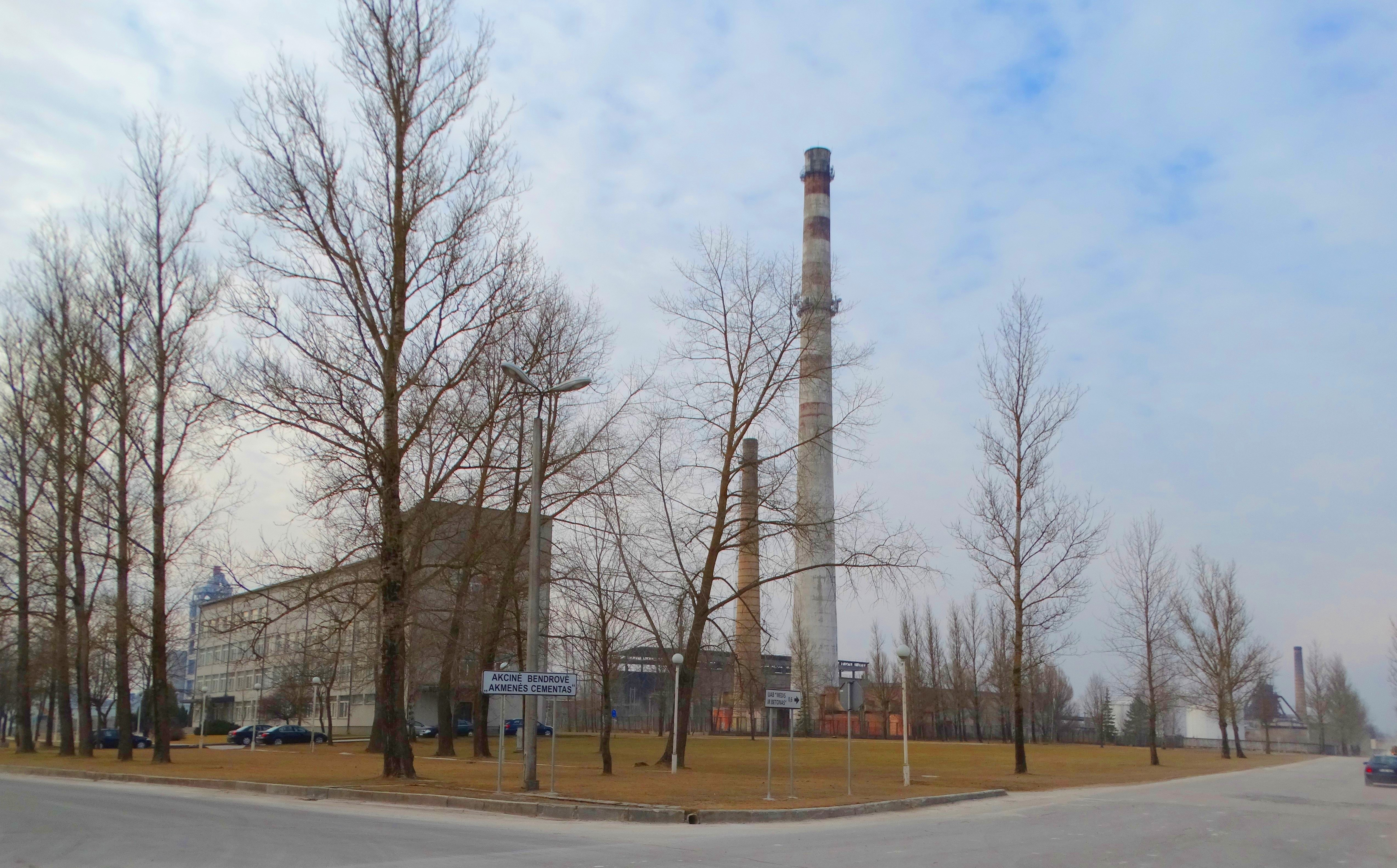
Цементний завод - витоки міста Новий Акменес

У минулому на місці Науйої-Акмяне було село Карпенай. У 1949 збудовано житлові будинки та цементний завод, а в 1952 село перейменоване на честь Науйоїса Акмене, що дало топонім найближчому місту Акмене і статус селища міського типу.

## Історія
За даними істориків та археологів, околиці міста населяли племена жиємгалів. У 1652 на місці Науйої-Акмяне згадується село Карпенай, що належить до маєтку Акменес.
27 липня 1945  уряд Литви ухвалив постанову про будівництво цементного заводу в селі Карпенай, оскільки тут були поклади вапняку, придатного для виробництва цементу. У 1947 розпочалися підготовчі роботи до будівництва заводу: у селі Карпенай було збудовано перший житловий будинок, виділено ділянку площею 30 га під будівництво селища за 1,3 км від заводу, перших будівельників і в’язнів привезли на будівельний майданчик і розміщували в нашвидкуруч зібраних дерев'яних бараках або просто наметах. У 1949 Держбудтрест № 3 збудував перші житлові будинки на теперішній вулиці Тайка. У 1952 будівництво перемістилося на нинішню вулицю Непеніплуксітас, того ж року почали працювати перші цементні печі.  21 вересня 1952 почала діяти перша технологічна лінія з виробництва цементу.
31 січня 1952 указом президії Литовської республіки селу Карпенай присвоєно назву «Науйойі Акмене» та статус селища міського типу. У 1962 центр  Акмянського району перенесено до Науйої-Акмене, 25 серпня 1965 місто отримало міські права.
За совєцьких часів головним підприємством міста було цементно-шиферне виробниче об’єднання «Акменцементас». У найкращому випадку воно могло виробити достатньо цементу, щоб побудувати 100 квартир за 4 години. Біля підприємства також збудоване місто, будинок культури, житлові квартали для працівників, оздоровче містечко (лікарня, поліклініка, профілакторій, спортивний зал), комбінат будівельних матеріалів «Клайпедські залізобетонні конструкції», фабрики та цехи тельшяйської трикотажної фабрики «Maštis».
17 квітня 1998 затверджено герб Науйої-Акмяне.

## Географія
Місто находиться за 61 км від Шяуляя.
Найважливіші дороги — KK154 і KK156. На східній околиці міста знаходиться ботанічний сад «Пуошмена», невеликий ботанічний сад Антанаса Чіапаса.

## Населення
| Динаміка населення з 1950 по 2021 |          |      |          |        |          |          |
| 1950                              | 1959пер. | 1967 | 1970пер. | 1976   | 1979пер. | 1989пер. |
| 600                               | 5400     | 7149 | 10 127   | 14 400 | 14 195   | 13 590   |
| 2001пер.                          | 2011пер. | 2021 | -        | -      | -        | -        |
| 12 345                            | 9300     | 7985 | -        | -      | -        | -        |
| Гістограма динаміки населення     |          |      |          |        |          |          |

### Національний склад

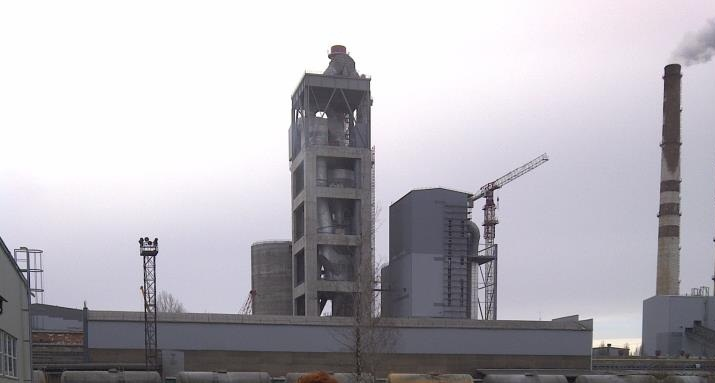
Завод профнастилу «Eternit Baltic» — єдиний у країнах Балтії.

| У 2011 р. тут проживало 9300 осіб: - литовці – 92,57% (8609) - росіяни – 4,46% (415) - українці – 0,74% (69) - білоруси – 0,62% (58) - латиші – 0,55% (51) - поляки – 0,52% (48) - німці – 0,14% (13) - інші – 0,4% (37) | У 2001 тут проживало 12345 чоловік: - литовці – 91,24% (11264) - росіяни – 5,1% (629) - українці – 0,83% (103) - латиші – 0,79% (97) - білоруси – 0,63% (78) - поляки – 0,55% (68) - німці – 0,12% (15) - інші – 0,74% (91) |

### Відомі уродженці
- Ромас Яроцкіс (1963–2020), археолог, доктор гуманітарних наук[8]

## Культурні та навчальні заклади
- Нова гімназія Акмяне Рамучю
- Початкова школа Naujojios Akmenė Saulėtekios
- центр освіти дорослих
- 2 школи-дитсадки: "Atžalynas" і "Buratinas"
- Ясла-садок "Zvaigždutė"
- Акмянська публічна бібліотека

## Міста-побратими
Міста, з якими муніципалітет району Акмяне встановив партнерство:
- Auce, Латвія
- Bocholt, Німеччина
- Чернівці, Україна
- Duobelė, Латвія
- Elvus, Ісландія
- Калундборг, Данія
- Конін, Польща
- Маріуполь, Україна
- Мукава, Японія
- Руставі, Грузія
- Санта-Сузана, Іспанія
- Шостка, Україна
- Унгени, Молдова
- Viru Nigula, Естонія